# أوسكار سيافا
اوسكار سيافا (مواليد 12 سبتمبر 1997) هو لاعب كرة قدم غيني استوائي يلعب كمهاجم في نادي أوليمبياكوس فولو ومنتخب غينيا الاستوائية.